# Ivanhoe (Califòrnia)
Ivanhoe és una concentració de població designada pel cens dels Estats Units a l'estat de Califòrnia. Segons el cens del 2000 tenia 4.474 habitants.

## Demografia
Segons el cens del 2000, Ivanhoe tenia 4.474 habitants, 1.137 habitatges, i 966 famílies. La densitat de població era de 859,4 habitants/km².
Dels 1.137 habitatges en un 55,3% hi vivien nens de menys de 18 anys, en un 61,8% hi vivien parelles casades, en un 16,2% dones solteres, i en un 15% no eren unitats familiars. En l'11,6% dels habitatges hi vivien persones soles el 4,7% de les quals corresponia a persones de 65 anys o més que vivien soles. El nombre mitjà de persones vivint en cada habitatge era de 3,93 i el nombre mitjà de persones que vivien en cada família era de 4,22.
Per edats la població es repartia de la següent manera: un 37,8% tenia menys de 18 anys, un 12,4% entre 18 i 24, un 28,7% entre 25 i 44, un 15,3% de 45 a 60 i un 5,7% 65 anys o més.
L'edat mediana era de 25 anys. Per cada 100 dones de 18 o més anys hi havia 107,2 homes.
La renda mediana per habitatge era de 26.052 $ i la renda mediana per família de 26.166 $. Els homes tenien una renda mediana de 20.410 $ mentre que les dones 19.583 $. La renda per capita de la població era de 9.101 $. Entorn del 25,6% de les famílies i el 30,8% de la població estaven per davall del llindar de pobresa.

## Poblacions més properes
El següent diagrama mostra les poblacions més properes.